# Рангея
Рангея — викопний вайяподібний організм, один з представників едіакарської біоти з шестикратною радіальною симетрією.

## Морфологія
Типовий вид Rangea schneiderhoehoni — невеликий (до 15 см) двосторонньо-симетричний організм, що нагадує лист папороті. Через кожні 4—5 мм від центральної осі під кутом 40—50° відходять гілки, від яких, своєю чергою, під кутом 45—55° відгалужуються маленькі вторинні гілки, утворюючи структуру стьобаної ковдри. Зовні рангея дуже схожа з чарнією.

## Види рангей Rangea
- R. arborea Glaessner & Wade, 1966
- R. grandis Glaessner & Wade, 1966
- R. longa Glaessner & Wade, 1966
- R. schneiderhoehoni Gürich, 1929

## Синоніми
- Rangea grandis Glaessner & Wade, 1966 = Rangea sibirica = Charnia masoni
- Rangea schneiderhoehoni = Rangea brevior
- Rangea arborea = Arborea arborea